# Oblubienica czarnoksiężnika
Oblubienica czarnoksiężnika (jap. 魔法使いの嫁 Mahōtsukai no yome) – manga autorstwa Kore Yamazaki, publikowana na łamach magazynu „Gekkan Comic Blade” wydawnictwa Mag Garden od listopada 2013 do lipca 2014. Następnie została przeniesiona do czasopisma „Gekkan Comic Garden”, w którym ukazywała się od września 2014 do marca 2023. Od grudnia tego samego roku seria jest publikowana w serwisie Comic Growl wydawnictwa Bushiroad Works.
Na podstawie mangi Wit Studio wyprodukowało 3-odcinkową serię OVA oraz 24-odcinkowy serial anime, który emitowano od października 2017 do marca 2018. Za produkcję drugiego sezonu odpowiadało Studio Kafka, jego emisja trwała zaś od kwietnia do grudnia 2023.
W Polsce manga jest wydawana przez wydawnictwo Studio JG.

## Fabuła
Historia opowiada o losie dziewczyny Chise Hatori, która od dziecka widywała w swoim życiu różne straszne stwory, których nie widzieli inni. Z tego powodu była uważana za dziwną a także była prześladowana. W chwili gdy utraciła chęć życia spotkała pewnego biznesmena. Za jego namową sprzedała się na aukcji, na której niespodziewanie pojawił się Elias – Ciernisty Mag. Kupił ją chcąc, by została jego oblubienicą i uczennicą. Chise zaczyna uczyć się magii, poznawać magiczne stworzenia, zdobywać nowych przyjaciół i uczy swojego nauczyciela emocji, których doświadczają ludzie.

## Bohaterowie
- Chise Hatori (jap. 羽鳥智世 Hatori Chise)

Seiyū: Atsumi Tanezaki 
- Elias Ainsworth (jap. エリアス・エインズワース Eriasu Einzuwāsu)

Seiyū: Ryota Takeuchi 
- Ruth (jap. ルツ Rutsu)

Seiyū: Kōki Uchiyama 
- Angelica Varley (jap. アンジェリカ・バーレイ Anjerika Bārei)

Seiyū: Yūko Kaida 
- Silver (jap. シルキー Shirukī)

Seiyū: Aya Endō 
- Lindenbaum (jap. リンデル Rinderu; „Lindel”)

Seiyū: Daisuke Namikawa 
- Leanan Sídhe (jap. リャナン・シー Ryanan Shī)

- Simon Kalm (jap. サイモン Saimon)

Seiyū: Toshiyuki Morikawa 
- Mikhail Renfred (jap. レンフレッド Renfureddo)

Seiyū: Satoshi Hino 
- Alice (jap. アリス Arisu)

Seiyū: Mutsumi Tamura 
- Cartaphilius (jap. カルタフィルス Karutafirusu; „Cartaphilus”)

Seiyū: Ayumu Murase 
- Oberon (jap. オベロン)

Seiyū: Kappei Yamaguchi 
- Titania (jap. ティターニア Titānia)

Seiyū: Sayaka Ōhara 

## Manga
Manga autorstwa Kore Yamazaki początkowo ukazywała się w czasopiśmie „Gekkan Comic Blade” wydawnictwa Mag Garden od 30 listopada 2013 do 1 sierpnia 2014. Po zamknięciu czasopisma 1 września 2014, seria została przeniesiona do nowopowstałego magazynu „Gekkan Comic Garden”. W marcu 2023 publikacja mangi została wstrzymana. Serię wznowiono 21 grudnia tego samego roku na stronie internetowej Comic Growl, należącej do wydawnictwa Bushiroad Works.
Do limitowanego wydania piątego tomu mangi został dołączony odcinek audio.
W Polsce seria jest wydawana przez wydawnictwo Studio JG.
| Nr | Język japoński      | Język japoński         | Język polski         | Język polski           |
| Nr | Data wydania        | ISBN                   | Data wydania         | ISBN                   |
| --- | ------------------- | ---------------------- | -------------------- | ---------------------- |
| 1 | 10 kwietnia 2014    | ISBN 978-4-8000-0284-6 | 26 marca 2015        | ISBN 978-83-8001-050-5 |
| Lista rozdziałów - Rozdział 1. Nie ma tego złego... - Rozdział 2. Carpe diem - Rozdział 3. Sprawiedliwości stanie się zadość - Rozdział 4. Wszystko ma swój początek - Rozdział 5. Nieszczęścia chodzą parami |                     |                        |                      |                        |
| 2 | 10 września 2014    | ISBN 978-4-8000-0361-4 | 2 czerwca 2015       | ISBN 978-83-8001-068-0 |
| Lista rozdziałów - Rozdział 6. Ciekawość to pierwszy stopień do piekła - Rozdział 7. Miłość wszystko zwycięży - Rozdział 8. Królowa Wróżek - Rozdział 9. Coś się kończy, coś się zaczyna - Rozdział 10. Nie wywołuj wilka z lasu                                                                                     |                     |                        |                      |                        |
| 3 | 10 marca 2015       | ISBN 978-4-8000-0422-2 | 30 września 2016     | ISBN 978-83-8001-155-7 |
| Lista rozdziałów - Rozdział 11. Zobaczyć to uwierzyć - Rozdział 12. Nie budź licha - Rozdział 13. Najbardziej głuchy ten, kto nie chce słyszeć - Rozdział 14. Dzieci mają świetny słuch - Rozdział 15. Człowiek uczy się całe życie                                                                                  |                     |                        |                      |                        |
| 4 | 10 września 2015    | ISBN 978-4-8000-0498-7 | 13 stycznia 2017     | ISBN 978-83-8001-180-9 |
| Lista rozdziałów - Rozdział 16. Kto się na gorącym sparzy, ten na zimne dmucha - Rozdział 17. Kochankowie zwykli godzinę uprzedzać - Rozdział 18. Kto pyta, nie błądzi - Rozdział 19. Złe czasy nie trwają wiecznie - Rozdział 20. Wszędzie dobrze, ale w domu najlepiej                                             |                     |                        |                      |                        |
| 5 | 10 marca 2016       | ISBN 978-4-8000-0547-2 | 23 maja 2017         | ISBN 978-83-8001-206-6 |
| Lista rozdziałów - Rozdział 21. Miłość od pierwszego wejrzenia - Rozdział 22. Szczęście to kwestia wyboru - Rozdział 23. Bo głupiec leci, gdzie się anioł zbliżyć lęka - Rozdział 24. Nie ma jak w domu - Rozdział 25. Po nocy zawsze przychodzi dzień                                                               |                     |                        |                      |                        |
| 6 | 10 września 2016    | ISBN 978-4-8000-0611-0 | 26 stycznia 2018     | ISBN 978-83-8001-268-4 |
| Lista rozdziałów - Rozdział 26. Bóg nierychliwy, ale sprawiedliwy (cz. 1) - Rozdział 27. Bóg nierychliwy, ale sprawiedliwy (cz. 2) - Rozdział 28. Nie mów „hop”... (cz. 1) - Rozdział 29. Nie mów „hop”... (cz. 2) - Rozdział 30. Słomiany zapał                                                                     |                     |                        |                      |                        |
| 7 | 10 marca 2017       | ISBN 978-4-8000-0658-5 | 9 maja 2018          | ISBN 978-83-8001-304-9 |
| Lista rozdziałów - Rozdział 31. Przebacz i zapomnij - Rozdział 32. Lepsza mała pomoc niż wielkie gadanie - Rozdział 33. Prawdziwych przyjaciół poznaje się w biedzie (cz. 1) - Rozdział 34. Prawdziwych przyjaciół poznaje się w biedzie (cz. 2) - Rozdział 35. Prawdziwych przyjaciół poznaje się w biedzie (cz. 3) |                     |                        |                      |                        |
| 8 | 9 września 2017     | ISBN 978-4-8000-0567-0 | 7 stycznia 2019      | ISBN 978-83-8001-402-2 |
| Lista rozdziałów - Rozdział 36. Gdzie drwa rąbią, tam wióry lecą (cz. 1) - Rozdział 37. Gdzie drwa rąbią, tam wióry lecą (cz. 2) - Rozdział 38. Po nocy zawsze nastaje dzień - Rozdział 39. Cel zawsze uświęca środki - Rozdział 40. Czym skorupka za młodu nasiąknie...                                             |                     |                        |                      |                        |
| 9 | 24 marca 2018       | ISBN 978-4-8000-0727-8 | 26 kwietnia 2019     | ISBN 978-83-8001-440-4 |
| Lista rozdziałów - Rozdział 41. Kto sieje wiatr, ten zbiera burzę - Rozdział 42. Najtrudniejszy jest pierwszy krok - Rozdział 43. Dobrymi chęciami piekło brukowane - Rozdział 44. Kto szuka, ten znajduje - Rozdział 45. Żyj i daj żyć innym                                                                        |                     |                        |                      |                        |
| 10 | 10 września 2018    | ISBN 978-4-8000-0794-0 | 17 kwietnia 2020     | ISBN 978-83-8001-554-8 |
| Lista rozdziałów - Rozdział 46. Ciągnie swój do swego (cz. 1) - Rozdział 47. Ciągnie swój do swego (cz. 2) - Rozdział 48. Ciągnie swój do swego (cz. 3) - Rozdział 49. Ciągnie swój do swego (cz. 4) - Rozdział 50. Habit nie czyni mnicha (cz. 1)                                                                   |                     |                        |                      |                        |
| 11 | 9 marca 2019        | ISBN 978-4-8000-0837-4 | 31 sierpnia 2020     | ISBN 978-83-8001-609-5 |
| 12 | 10 września 2019    | ISBN 978-4-8000-0890-9 | 5 marca 2021         | ISBN 978-83-8001-662-0 |
| 13 | 10 marca 2020       | ISBN 978-4-8000-0945-6 | 27 kwietnia 2022     | ISBN 978-83-8001-931-7 |
| 14 | 10 września 2020    | ISBN 978-4-80000-967-8 | 17 października 2022 | ISBN 978-83-8001-956-0 |
| 15 | 10 marca 2021       | ISBN 978-4-80001-055-1 | 31 maja 2023         | ISBN 978-83-8257-187-5 |
| 16 | 10 września 2021    | ISBN 978-4-80001-128-2 | 26 września 2023     | ISBN 978-83-8257-273-5 |
| 17 | 10 marca 2022       | ISBN 978-4-8000-1183-1 | —                    |                        |
| 18 | 9 września 2022     | ISBN 978-4-8000-1240-1 | —                    |                        |
| 19 | 10 marca 2023       | ISBN 978-4-8000-1302-6 | —                    |                        |
| 20 | 12 kwietnia 2024    | ISBN 978-4-0489-9608-2 | —                    |                        |
| 21 | 8 października 2024 | ISBN 978-4-0489-9639-6 | —                    |                        |

## Anime

### OVA
Powstawanie trzyczęściowej serii OVA zostało zapowiedziane w piątym tomie mangi. Serię tę zatytułowano Mahōtsukai no yome: Hoshi matsu hito (jap. 魔法使いの嫁 星待つひと). Odcinki przedstawiają przygody Chise zanim ta spotkała czarnoksiężnika. Odcinki te zostały dołączone do kolejno szóstego, siódmego i ósmego limitowanego tomu mangi.
Seria ta została wyprodukowana przez Wit Studio. Fabuła odcinków została napisana przez Kore Yamazaki specjalnie na potrzeby animacji, natomiast za scenariusze odpowiedzialna była Aya Takaha. Reżyserem projektu został Norihiro Naganuma. Muzykę do serii skomponował Jun’ichi Matsumoto.
Wszystkie trzy odcinki zostały także wyświetlone w kinach w Japonii. Pierwszy wyświetlany był przez dwa tygodnie od 13 sierpnia 2016, drugi miał swoją kinową premierę 4 lutego 2017, natomiast trzeci 19 sierpnia 2017.
Druga trzyczęściowa seria OVA, zatytułowana Mahōtsukai no yome: Nishi no shōnen to seiran no kishi (jap. 魔法使いの嫁 西の少年と青嵐の騎士), została zapowiedziana w marcu 2021, a jej odcinki zostały dołączone do 16., 17. i 18. tomów mangi, wydanych 10 września 2021, 10 marca 2022 i 10 września 2022. Seria została zanimowana przez Studio Kafka i wyreżyserowana przez Kazuakiego Terasawę. Scenariusz napisały Aya Takaha i Yoko Yonaiyama, Hirotaka Katō powrócił na stanowisko projektanta postaci, a Jun’ichi Matsumoto ponownie odpowiadał za kompozycję muzyki.

### Serial telewizyjny
Na podstawie mangi powstał także telewizyjny serial anime, którego produkcję ogłoszono 9 marca 2017. Seria była emitowana od 7 października 2017 do 24 marca 2018 na antenach Tokyo MX i MBS, a później także w innych stacjach. W Polsce seria jest dostępna z polskimi napisami za pośrednictwem platformy Canal+ online.
Drugi sezon został zapowiedziany 5 września 2022. Za produkcję odpowiadało Studio Kafka, za reżyserię zaś Kazuaki Terasawa. Chiaki Nishinaka dołączyła do Ayi Takahy i Yoko Yonaiyamy na stanowisku scenarzysty, a Hirotaka Katō i Jun’ichi Matsumoto powrócili jako projektant postaci i kompozytor. Pierwsza część sezonu była emitowana od 6 kwietnia do 22 czerwca 2023 w stacjach Tokyo MX, BS11, Sun TV i AT-X. Emisja drugiej części rozpoczęła się 5 października i zakończyła 21 grudnia 2023.

#### Ścieżka dźwiękowa
| Nr             | Tytuł                                              | Wykonawcy    | Źródło   |
| Czołówka       | Czołówka                                           | Czołówka     | Czołówka |
| -------------- | -------------------------------------------------- | ------------ | -------- |
| 1              | „Here”                                             | JUNNA        | [ 68 ]   |
| 2              | „You”                                              | May'n        | [ 69 ]   |
| 3              | „Dear”                                             | JUNNA        | [ 64 ]   |
| 4              | „Nemurasareta Lineage” (jap. 眠らされたリネージュ) | JUNNA        | [ 70 ]   |
| Napisy końcowe |                                                    |              |          |
| 1              | „Wa -cycle-” (jap. 環-cycle-)                      | Hana Itoki   | [ 71 ]   |
| 2              | „Tsuki no mō hanbun” (jap. 月のもう半分)           | Aiki & Akino | [ 69 ]   |
| 3              | „Mubansō” (jap. 無伴奏)                            | edda         | [ 72 ]   |
| 4              | „fam”                                              | Yuyu         | [ 70 ]   |

## Odbiór
Do czerwca 2015 seria została sprzedana nakładzie pół miliona kopii. Do marca 2016 sprzedano 2,5 miliona kopii, a do września 2016 seria została sprzedana łącznie w ponad 3 milionach kopii.
W 2014 roku w rankingu najlepszych książek roku magazynu Da Vinci manga ta zajęła 36. miejsce. Czytelnicy tego magazynu wytypowali tę mangę jako jedną z serii, która będzie miała swój wielki przełom w 2015 roku. Seria ta zajęła w 2015 roku drugie miejsce w rankingu Kono manga ga sugoi!. W ankiecie przeprowadzonej w 2015 roku wśród pracowników księgarni seria ta zajęła pierwsze miejsce wśród najlepszych mang, składających się z mniej niż pięciu tomów.
W 2015 roku manga nominowana została do nagrody Manga Taishō.